# El velo (canción)
«El Velo» es el segundo sencillo de Estados Alterados. Fue lanzado como lado B del vinilo de 12" con "Muevete" en Lado A por Sonolux en 1990 más adelante serían incluidas en el álbum Estados Alterados de 1990, es junto con su "hermana" los dos temas más reconocibles del grupo colombiano.
Al igual que "Muévete" contó con su propio videoclip el mismo lo rodaron en Miami en 1991 con el director Simón Brand, pero para llegar hasta allá viajaron en un avión de carga junto a frigoríficos con flores. esta canción nació de una conversación entre Tato y Elvis (vocalista de la banda), casi un ejercicio de escritura automática, surge de un titubeo  “¿Se te ocurre algo? Quisiera que sí. Solo por saber que no me dirijo a una pared…”.
La letra de esta canción y su música es quizás un reflejo más obscuro del primer álbum del grupo muy distanciada del primer sencillo, pese a lo anterior ha tenido varias versiones incluida una en Metal del grupo Tenebrarum y adicionalmente figura en gran número de listas.

## Listado de canciones
| Vinilo 12 |           |          |  |
| N.º       | Título    | Duración |  |
| 1.        | «Muévete» | 3:37     |  |
| 2.        | «El Velo» | 4:47     |  |

## Posicionamientos
| Publicación            | Lista                                            | Año  | Puesto |
| ---------------------- | ------------------------------------------------ | ---- | ------ |
| Rolling Stone Colombia | 50 grandes canciones colombianas                 | 2014 | 32°    |
| Al Borde               | 500 canciones del Rock Iberoamericano - Al Borde | 2013 | 390°   |